# Station Palowice
Station Palowice is een voormalig spoorwegstation in de Poolse plaats Palowice.